# اچ‌ام‌اس نیوآرک (۱۶۹۵)
اچ‌ام‌اس نیوآرک (۱۶۹۵) (به انگلیسی: HMS Newark (1695)) یک کشتی بود که طول آن ۱۵۷ فوت ۱٫۵ اینچ (۴۷٫۹ متر) بود.